# 11376 Тайдзомута
11376 Тайдзомута (11376 Taizomuta) — астероїд головного поясу, відкритий 20 вересня 1998 року.
Тіссеранів параметр щодо Юпітера — 3,496.
Названо на честь Тайдзо Мути (яп. たいぞう・むた(牟田泰三) тайдзо: мута).